# Reforma sorpresa
Reforma Sorpresa fue un programa de televisión producido por Plural Entertainment y emitido en la cadena Cuatro. Es la versión española del Reality Show norteamericano While You Were Out.

## Formato
Bajo la presentación de Nuria Roca y contando con un equipo de cinco decoradores, cuatro jefes de obra y una cuadrilla de 15 obreros, el programa gira en torno a una labor de redecoración de una casa particular por los mencionados especialistas, en un solo día, tras la llamada de un pariente o amigo del propietario. Éste desconoce lo que está sucediendo en su hogar hasta que, en el último tramo del programa, y con la colaboración del gancho, se encuentra con la sorpresa que da título al espacio.

## Equipo
- Decoradores: Raquel Chamorro, Miguel Ángel Pardo, Guille García Hoz, Pepe Leal y Daniel Terán.
- Jefes de obra: Gema García, Pepe Muro, Rubén Rubio, Santi Gil.